# Nephrotoma festiva
Nephrotoma festiva är en tvåvingeart som först beskrevs av Walker 1848.  Nephrotoma festiva ingår i släktet Nephrotoma och familjen storharkrankar. Inga underarter finns listade i Catalogue of Life.